# Dickson Etuhu
Dickson Paul Etuhu, född 8 juni 1982 i Kano, är en nigeriansk före detta fotbollsspelare som bland annat spelade för Preston North End, Fulham och AIK samt i Nigerias fotbollslandslag. Han är bror till Kelvin Etuhu.
Etuhu skrev på ett tvåårskontrakt för AIK i december 2014. Han lämnade klubben efter säsongen 2016. I november 2018 åtalades Etuhu och en till person för att i maj 2017 ha försökt påverka utgången i en allsvensk fotbollsmatch mellan IFK Göteborg och AIK genom att försöka muta AIK:s målvakt Kenny Stamatopolous till att underprestera i matchen. Etuhu nekade till brott och friades i tingsrätten men dömdes i november 2019 i hovrätten till villkorlig dom och dagsböter för försök till givande av muta. Ansökan om prövningstillstånd i Högsta domstolen avslogs i februari 2020 varvid hovrättens dom fastställdes. I april 2020 meddelade Svenska fotbollförbundets disciplinnämnd beslutet att Dickson Etuhu stängs av från "träning, tävling, uppvisning och att utöva uppdrag i alla idrotter" i fem år. Avstängningen gäller från 14 april 2020 till och med 13 april 2025.